# 中部アフリカ諸国経済共同体
中部アフリカ諸国経済共同体（ちゅうぶアフリカしょこくけいざいきょうどうたい、英: Economic Community of Central African States, ECCAS）は、中部アフリカにおける地域経済協力の促進を目的とした経済共同体である。本部は赤道ギニアの首都マラボにある。

## 歴史

### 前史
1964年、5カ国（カメルーン・中央アフリカ共和国・チャド・ガボン・コンゴ共和国）がブラザヴィル条約を批准し、現在の中部アフリカ経済通貨共同体（CEMAC）の前身である中部アフリカ関税経済同盟（Union Douanière et Économique de l’Afrique Centrale, UDEAC）が設立され、加盟国間の自由貿易と対外共通関税を備えた関税同盟を形成した。この条約は1966年に発効し、1983年12月19日には赤道ギニアも加盟した。

### 設立
1981年に開催されたUDEAC首脳会議において、加盟国の指導者たちが中部アフリカ諸国のより広範な経済共同体を形成することに合意し、1983年10月18日、UDEAC加盟国、サントメ・プリンシペ、大湖諸国経済共同体加盟国（コンゴ民主共和国・ルワンダ・ブルンジ）によって中部アフリカ経済共同体（ECCAS）が設立された。アンゴラは1999年に正加盟国になるまではオブザーバーであった。

### 初期
ECCASは1985年に活動を開始したものの、財政難及びコンゴ民主共和国やルワンダにおける戦争・紛争の影響を受け、設立から数年間は機能不全に陥った。ECCASはアフリカ経済共同体の支柱に指定されていたが、正式な連携が取られたのは1999年10月のことである。

### 近年の動向
1999年に域内の紛争の予防・解決の組織として、中部アフリカ平和安全保障評議会（COPAX）が設置された。
2003年1月24日にはEUと財政協定を締結した。この協定では、ECCASとCEMACが1つの組織に統合され、ECCASがCOPAXを通じてサブサハラ地域の平和と安全保障の責任を負うことが条件とされた。
2007年、ルワンダは中部アフリカと東アフリカ双方の貿易ブロックへの重複加盟を解消し、東アフリカ共同体（EAC）や東南部アフリカ市場共同体（COMESA）への加盟に注力するため、ECCASを脱退したが、2016年に再加盟した。
ECCAS本部はガボンの首都リーブルヴィルに置かれていたが、2023年ガボンクーデターを受けて同年9月5日にガボンは加盟資格停止となり、本部は赤道ギニアの首都マラボに移転した。
2025年に激化したコンゴ民主共和国東部のM23の反乱をめぐり、2025年6月7日のECCAS会議では3月23日運動（M23）を支援するルワンダに対し、コンゴ民主共和国領内からの軍の撤退を命ずる共同声明を採択した。また紛争が解決するまでの間、退任予定であった議長国の赤道ギニアの任期延長が決定した。ルワンダは一連の決定に不服を表明し、ECCASからの脱退を宣言した。